# Sassofono sopranissimo
Il sassofono sopranissimo, o sassofono sopracuto o soprillo, è il più piccolo membro della famiglia dei sassofoni. È uno strumento traspositore in Si♭, un'ottava sopra il sassofono soprano. Realizzare uno strumento così piccolo è molto difficoltoso, e soltanto recentemente sono stati realizzati sassofoni di questo tipo. Il sassofono sopranissimo è lungo circa 30 cm.
È uno strumento piuttosto difficile da suonare, specialmente nel registro più alto, a causa dell'imboccatura molto stretta e concentrata. Essendo il mercato di questi sassofoni piuttosto limitato, il loro costo è più elevato rispetto a quello degli altri modelli comunemente impiegati, come il contralto o il tenore.
Attualmente l'unico costruttore di questi sassofoni è il tedesco Benedikt Eppelsheim, che ha dato ai suoi strumenti sovracuti il nomignolo di soprillo. Sono prodotti a mano, e costano circa 2 900 dollari; non essendoci spazio sufficiente per le chiavi, il soprillo si estende nel registro acuto soltanto fino al mi♭ alto, e non raggiunge il fa. A causa della ridotta taglia dello strumento, la chiave dell'ottava alta è posizionata nel bocchino.